# Tift County
Das Tift County ist ein County im Bundesstaat Georgia der Vereinigten Staaten. Der Verwaltungssitz (County Seat) ist Tifton.

## Geographie
Das County liegt im mittleren Süden von Georgia, ist von der Nordgrenze von Florida etwa 80 km entfernt und hat eine Fläche von 696 Quadratkilometern, wovon zehn Quadratkilometer Wasseroberfläche sind. Es grenzt im Uhrzeigersinn an folgende Countys: Irwin County, Berrien County, Cook County, Colquitt County, Worth County und Turner County.

## Geschichte
Tift County wurde am 17. August 1905 aus Teilen des Berrien County gebildet. Benannt wurde es, ebenso wie die Stadt Tifton, nach Nelson Tift, einem Mitbegründer der Stadt Albany und dessen Bürgermeister und späterem Kongress-Mitglied.

## Demografische Daten
Laut der Volkszählung von 2010 verteilten sich die damaligen 40.118 Einwohner auf 14.836 bewohnte Haushalte, was einen Schnitt von 2,60 Personen pro Haushalt ergibt. Insgesamt bestehen 16.434 Haushalte.
69,6 % der Haushalte waren Familienhaushalte (bestehend aus verheirateten Paaren mit oder ohne Nachkommen bzw. einem Elternteil mit Nachkomme) mit einer durchschnittlichen Größe von 3,12 Personen. In 36,3 % aller Haushalte lebten Kinder unter 18 Jahren sowie in 25,1 % aller Haushalte Personen mit mindestens 65 Jahren.
30,2 % der Bevölkerung waren jünger als 20 Jahre, 26,6 % waren 20 bis 39 Jahre alt, 25,4 % waren 40 bis 59 Jahre alt und 17,8 % waren mindestens 60 Jahre alt. Das mittlere Alter betrug 35 Jahre. 47,9 % der Bevölkerung waren männlich und 52,1 % weiblich.
61,4 % der Bevölkerung bezeichneten sich als Weiße, 29,0 % als Afroamerikaner, 0,2 % als Indianer und 1,3 % als Asian Americans. 6,5 % gaben die Angehörigkeit zu einer anderen Ethnie und 1,6 % zu mehreren Ethnien an. 10,1 % der Bevölkerung bestand aus Hispanics oder Latinos.
Das durchschnittliche Jahreseinkommen pro Haushalt lag bei 37.613 USD, dabei lebten 27,5 % der Bevölkerung unter der Armutsgrenze.

## Orte im Tift County
Orte im Tift County mit Einwohnerzahlen der Volkszählung von 2010:
Cities:
- Omega – 1.221 Einwohner
- Tifton (County Seat) – 16.350 Einwohner
- Ty Ty – 725 Einwohner

Census-designated places:
- Phillipsburg – 707 Einwohner
- Unionville – 1.845 Einwohner